# András Haán
András Haán, né le 19 juin 1946, à Budapest, en Hongrie, et mort le 5 janvier 2021, est un basketteur et skipper hongrois. Il évolue durant sa carrière au poste de meneur.

## Biographie
András Haán participe au tournoi de basket-ball aux Jeux olympiques d'été de 1964 à Tokyo, la Hongrie  terminant à la treizième place. Il concourt aussi aux épreuves de voile aux Jeux olympiques d'été de 1976 à Montréal. Il se classe à la 17e position lors de l'épreuve de Finn.